# IBM 704

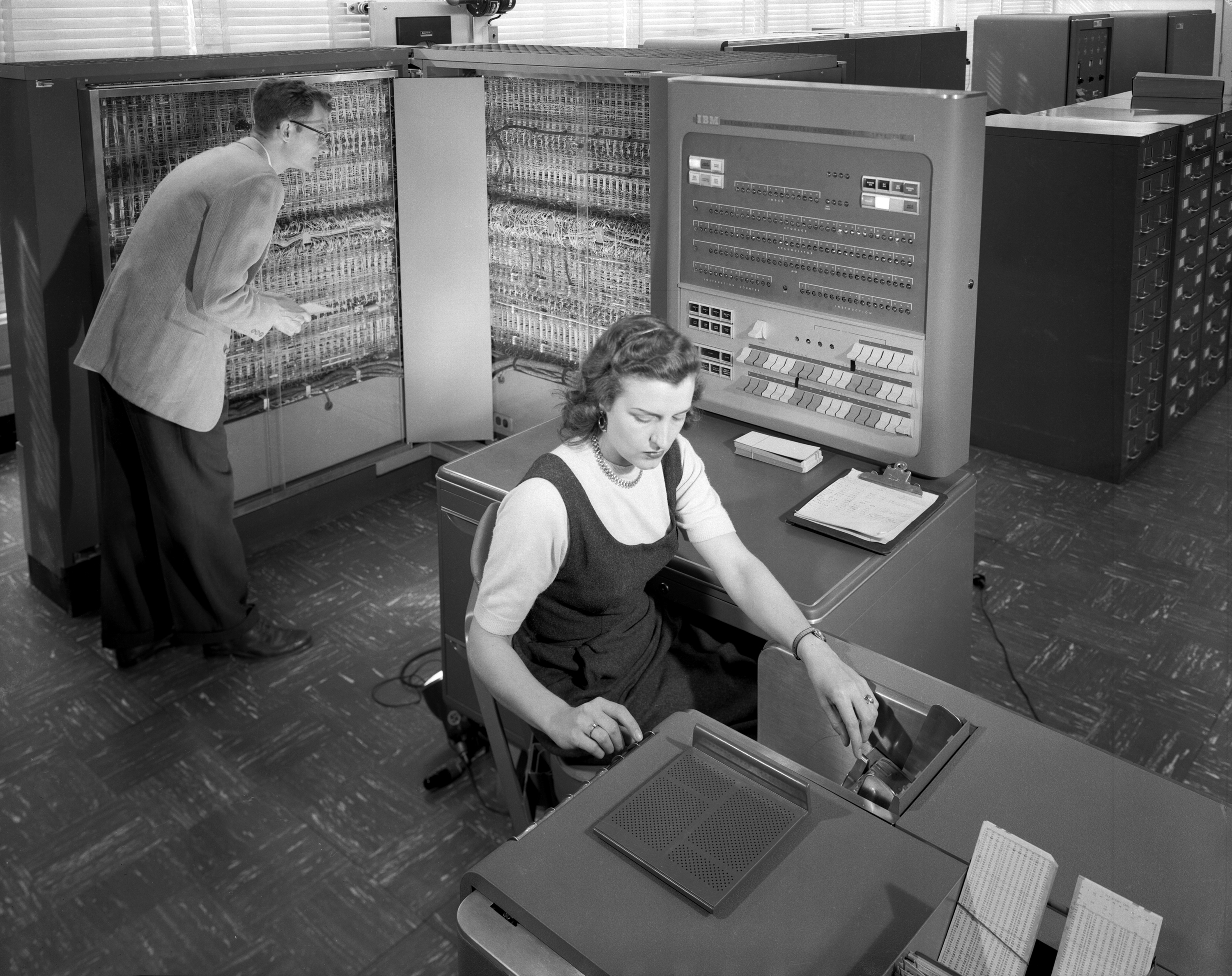
Operadors de sistema treballant amb un ordinador IBM 704, utilitzat per a recerca aeronàutica (21 de març de 1957).

L'IBM 704, el primer ordinador produït en sèrie amb maquinari d'aritmètica en coma flotant, va ser introduït per l'IBM a l'abril de 1954. El 704 va ser significativament millorat amb relació a l'IBM 701 en termes d'arquitectura, així com en la implementació, i no era compatible amb el seu predecessor.
Els canvis del 701 inclouen l'ús de memòria de nuclis magnètics (en comptes de tubs Williams) i l'addició de tres registres d'índex. Per donar suport a aquestes noves característiques, es van ampliar les instruccions per utilitzar la paraula completa de 36 bits. El nou conjunt d'instruccions es va convertir en la base de la sèrie 700/7000 d'ordinadors científics d'IBM.
Per citar el Manual d'operació de l'IBM 704
| « | L'equip 704 Electronic Data-Processing Machine (Màquina de Processament de Dades Electrònica) és una calculadora electrònica de gran escala, d'alta velocitat, controlada per un programa emmagatzemat internament del tipus d'adreça única. | » |

L'IBM va dir que el dispositiu era capaç d'executar fins a 40.000 instruccions per segon. IBM va vendre 123 sistemes tipus 704 de 1955 al 1960.
Els llenguatges de programació FORTRAN i LISP van ser desenvolupats per al 704, així com «MUSIC», el primer programa de música generada per ordinador, escrit per Max Mathews.